# Porri
Porri là một xã ở tỉnh Haute-Corse trên đảo Corse, Pháp. Xã này có diện tích 4,5 km², dân số năm 1999 là 47 người. Khu vực này có độ cao trung bình 500 mét trên mực nước biển.